# Stazione di Le Bourget
La stazione di Le Bourget (in francese Gare du Bourget) è una stazione ferroviaria situata nel comune di Le Bourget, nel dipartimento della Senna-Saint-Denis.
È uno dei capolinea della linea 11 del tram dell'Île-de-France.

## Storia
La stazione fu attivata nel 1863 con la denominazione Bourget - Drancy. Fu completamente distrutta dai prussiani durante la guerra franco-prussiana del 1870.
L'attuale fabbricato viaggiatori fu costruito nel 1936 dalla Compagnie des chemins de fer du Nord. Tra il 27 marzo 1942 e il 23 giugno 1943, quarantadue convogli di deportazione dal campo di Drancy lasciarono la stazione di Bourget-Drancy, principalmente per Auschwitz.

## Movimenti
La stazione è servita dai treni della Linea RER B.